# 家谱

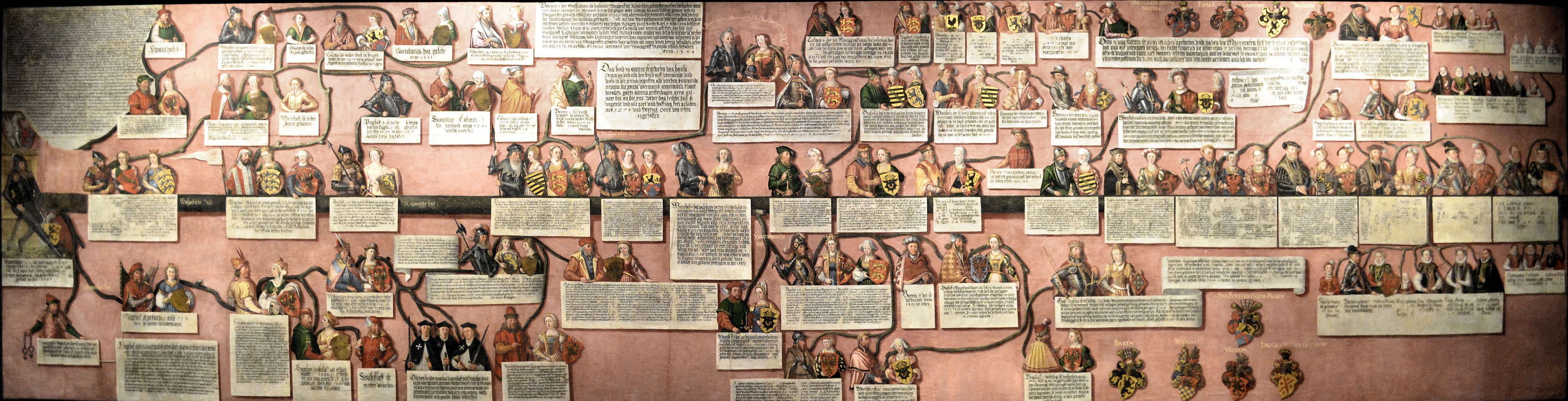
歐洲貴族格里芬家族的家譜

家谱，或稱祖譜、族譜、系譜、宗譜、世譜、支譜、房譜、譜牒、世牒、家乘等，是家族裡记载本族世系和相關重要事蹟的书。在家谱上所登記的姓名謂之譜名。
中國的家譜歷史悠久，其起源可以追溯到商周時期。周邊的漢字文化圈國家如朝鮮半島、日本、琉球、越南的一些家族受到中國的影響，也有編纂家譜的習慣。

## 历史
殷商時，已有刻在金属武器上的家族世系，谱牒則形成於西周。
魏晉南北朝盛行官修合譜，時門第勢力興起，有九品官人法的產生，政府舉才往往先察訪其家譜，任用顯赫人士為官，是謂世族。
隋唐時“人尚谱系之学，家藏谱系之书”。唐代官修谱牒有《氏族志》、《姓氏录》、《姓族系录》和《元和姓纂》等，私谱修撰同樣也是方兴未艾，颜真卿撰有《颜氏世系谱序》，于邵撰有《河南于氏家谱后序》，甚至連宦官也勤於修譜。柳芳说：“凡四海望族则为右姓，不通历代之说，不可与言谱也。”。趙彥衛说唐人“推姓显于一郡者谓之望姓，如清河张、天水赵之类。世人惑于流俗，不究本宗源流，执唐所推望姓，认为己之所自出，谒刺之属显然书之”。北宋时吕夏卿撰写出唐代世系诸表，為《新唐書》作出重大貢獻。王安石撰《许氏世谱》，錄自许据至许元等人。在東亞漢字文化圈地區，因家族受到重視，家譜特別發達，許多大家族的家譜撰寫流傳達數十年甚至上千年不絕，並有專門的學科譜牒學作研究。家譜的內容一般除了各世代人物姓名、事蹟外，有時也會包括家族的大事、居地產業的變送以及祖傳的家訓等，家譜對於一個家族的自我認同和凝聚力的形成有很大的作用。
唐朝中期私家修譜漸漸興盛。明清兩代的宗族觀念達到鼎盛，宗族观念十分强烈，族譜详细记载着全族男子的譜名、名讳、字号、生辰八字、卒年，“至于讳某字，娶某氏，生幾子，葬某处，寿若干、咸备载于后，庶几可示后昆。”，族人做了坏事，不准写进家谱， “违者许房长鸣祠处治”。许多家族规定家谱“三十年一修”，“族谱重修刻板后，每十年汇稿，三十年续倍，补刻刷印，附装谱后，以免久远难稽。 ”。
唐末五代时期，由于战乱，士族的谱牒几乎全部消亡。
在1960年代中国的破四旧运动中，家谱被当作四旧遭到清理，成千上万的家谱被毁，很多中国人不得不毁掉家族世代珍藏的家谱，这对于研究中国人的人文历史造成了不可弥补的损失。80年代、90年代以来，也有很多家族不重视自己的家谱，随意在古玩市场出卖，甚至直接丢弃，常州谱牒研究者朱炳国就常在废品收购站寻找家谱。
网络时代来临后，中外都有出现将家谱上传网络的网站，但也造成隐私泄露的担忧
。

## 家谱的价值
- 了解家族来源

1984年，余姚埋馬的罗氏族人在家族老房裏找到自家家谱。通过多方寻找，他们发现家族与江西豫章罗氏、浙江慈溪罗氏的族谱是能够串联得上的，发现了自己家族的迁徙历史。
- 对历史的记录

河南省图书馆征集到的一本鲁山家谱，详细记载了康熙七年一支军队出征的情况，包括将官的名录官职、出征前的会议记录、准备工作，甚至具体到每日行军路线、路程、士兵艰苦的生存环境等等，非常有历史研究价值。
《武城曾氏重修族谱》出自清朝道光元年(1815年)，每一页均加盖了清代雍正皇帝钦赐的“省身念祖”大印。
- 教育后人意义

有的族谱会记录家族的家训，教育后人要遵守家法国法、和睦宗族乡里等等。

## 负面现象

### 伪造家世
中国的家谱造假严重，自南北朝时期就络绎不绝，黄宗羲、顾炎武、钱大昕等人都对此进行了许多批判。谭其骧则认为谱牒是天下最不可信的文献，谱牒中最不可靠的东西就是官阶和爵位，把皇帝和名人拉来做祖宗。
有人为了给自己家世增光，将自己并谱入更显贵的同姓家族，实际无亲缘关系。如寒族出身的唐朝宰相李义府，自称出自赵郡李氏，赵郡李氏也有人主动以同族与李义府相称，李崇德甚至将李义府并入自家家谱。《红楼梦》里，也有刘姥姥的女婿王狗儿祖上曾与王熙凤家族连宗的情节。
古代被贬偏远地带的官员，有时会被当地同姓家族附会为先祖。如海南岛一些李姓家族，自称是唐朝宰相李德裕的后代，但这缺乏史书记载。
常州谱牒研究者朱炳国表示，他曾见过有修谱者把别人家家谱的一部分完全照搬到自家谱里。

### 粗制滥造
湖南一家谱研究专家表示，很多新修家谱品質较差。如某苏姓退休干部所编家谱，大篇幅记录自己家三代人的情况，一族之谱成了一家之谱。某胡姓退休教师，在家谱里大量引用列宁、高尔基等人名言，还有育儿资料。

## 典型家谱
- 唯一在中國歷史上，被保存最完整的家譜，也是全世界歷史最久的家譜，就是《孔子世家譜》。《孔子世家譜》被《吉尼斯世界纪录》认可为全世界歷史最悠遠的族譜[28]。

## 研究書目
- 瀨川昌久著，錢杭譯：《族譜：華南漢族的宗族．風水．移居》（上海：上海書店出版社，1999）。
- 安如华著:《母系型家谱创编指南》（新加坡南洋出版社，2018）

## 外部連結
- （繁體中文） 臺灣尋根網（页面存档备份，存于）
- 李仁淵：〈從史料到文本──族譜與明清地方社會研究（页面存档备份，存于）〉。
- 柳立言：〈族譜與社會科學研究（页面存档备份，存于）〉。